# ロス・ピノス
ロス・ピノス（スペイン語: Los Pinos）は、1934年から2018年まで使われたメキシコの大統領の官邸。
メキシコシティのチャプルテペクの中にある。ラサロ・カルデナス大統領が1934年にはじめてここに住んだ。「ロス・ピノス」という語はメキシコの大統領職のメトニミーになった。2018年以降、ロス・ピノスは文化的空間として使われている。

## 歴史

### 前史
スペイン植民地時代の1550年にチャプルテペクに製粉所が建設され、ここでコムギとトウモロコシが粉にされた。製粉所は重要であり、後にモリノ・デル・レイ（Molino del Rey、「王の製粉所」）と呼ばれるようになった。米墨戦争で多数の死者を出したモリノ・デル・レイの戦い（1847年）の名前はこの製粉所に由来する。
1853年、モリノ・デル・レイはホセ・パブロ・マルティネス・デル・リオに売却された。彼はカサ・グランデ（大きな家）を建設し、のちにランチョ・ラ・オルミガ（蟻のランチョ）と呼ばれるようになった。すべての資産は1865年に25,000メキシコ・ペソで皇帝マクシミリアンに売却された。1867年にメキシコ第二帝政が倒れてマクシミリアンが処刑された後、1872年に資産はマルティネス・デル・リオのもとに戻った。

### 大統領官邸
メキシコ革命の戦乱期が終わった1917年、ベヌスティアーノ・カランサ大統領は当時の官邸だったチャプルテペク城の近くの土地を徴発して、内閣の最も信頼できる人物のための住居をそこに建設した。このためにかかった費用は886,473ペソだった。最初に住んだのは当時国防相を務めていたアルバロ・オブレゴンだった。彼の在職期間の後は使われなくなった。
1934年、ラサロ・カルデナスが大統領に就任したが、チャプルテペク城は派手すぎるとして、そこを官邸として使うことを拒絶した。かわりに提供されたのがランチョ・ラ・オルミガだった。カルデナス大統領はロス・ピノス（松の複数形）と改名したが、その理由のひとつは「蟻」という名称が大統領官邸にふさわしくないと思われたこと、別の理由としてはカルデナスがかつて妻に対して、大統領に当選したら二人が出会ったミチョアカン州タカンバロのウエルタ（農園）にちなんだ名前を官邸につけると約束していたためであった。
ロス・ピノスは1935年から2018年までに在職した14人の大統領のうち13人が住み、例外はアドルフォ・ロペス・マテオス（任期1958-1964年）のみだった。2000年、ビセンテ・フォックス大統領は近くの小さな家に住み、大部分の大統領が住んだカサ・ミゲル・アレマンの建物は事務室ほかの政府機関によって使用された。

### 文化的空間

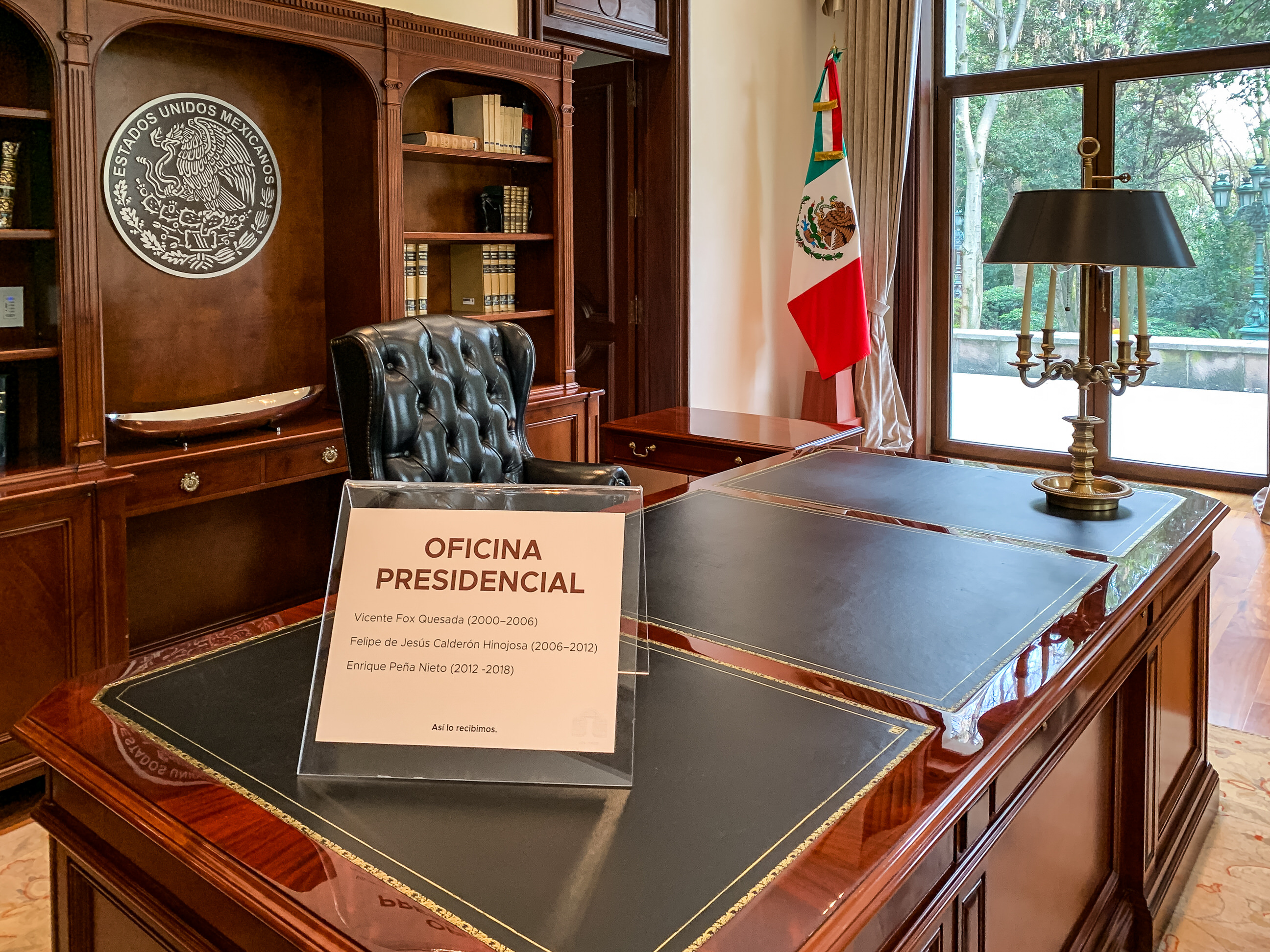
ロス・ピノスの大統領執務室

2018年メキシコ総選挙で大統領候補だったアンドレス・マヌエル・ロペス・オブラドールは、選挙に勝利した暁にはロス・ピノスには住まず、ロス・ピノスは一般公開すると宣言した。2018年12月1日、ロペス・オブラドールが大統領に当選した日にロス・ピノスは一般公開された。ロペス・オブラドールは国立宮殿に官邸を戻し、現在もそこに住んでいる。